# Государственная метрологическая служба Российской Федерации
Государственная метрологическая служба находится в ведении Федерального агентства по техническому регулированию и метрологии и включает в себя:
- государственные научные метрологические центры;
- органы Государственной метрологической службы на территориях республик в составе Российской Федерации, автономной области, автономных округов, краев, областей, городов Москвы и Санкт-Петербурга. Органы Государственной метрологической службы осуществляют государственный метрологический контроль и надзор на территориях субъектов Федерации.
- Головной институт в системе Росстандарта России ВНИИМС

## Организационные основы Государственной метрологической службы
Государственная метрологическая служба России (ГМС) представляет собой совокупность государственных метрологических органов и создается для управления деятельностью по обеспечению единства измерений.
Общее руководство ГМС осуществляет Росстандарт РФ, на который Законом «Об обеспечении единства измерений» возложены следующие функции:
- межрегиональная и межотраслевая координация деятельности по обеспечению единства измерений;
- представление Правительству РФ предложений по единицам величин, допускаемым к применению;
- установление правил создания, утверждения, хранения и применения эталонов единиц величин;
- определение общих метрологических требований к средствам, методам и результатам измерений;
- государственный метрологический контроль и надзор;
- контроль за соблюдением условий международных договоров РФ о признании результатов испытаний и поверки средств измерений;
- руководство деятельностью Государственной метрологической службы и иных государственных служб обеспечения единства измерений;
- участие в деятельности международных организаций по вопросам обеспечения единства измерений;
- утверждение нормативных документов по обеспечению единства измерений;
- утверждение государственных эталонов;
- установление межповерочных интервалов средств измерений;
- отнесение технических устройств к средствам измерений;
- установление порядка разработки и аттестации методик выполнения измерений;
- ведение и координация деятельности Государственных научных метрологических центров (ГНМЦ), Государственной метрологической службы, Государственной службы времени и частоты (ГСВЧ), Государственной службы стандартных образцов (ГССО), Государственной службы стандартных справочных данных (ГСССД);
- аккредитация государственных центров испытаний средств измерений;
- утверждение типа средств измерений;
- ведение Государственного реестра средств измерений;
- аккредитация метрологических служб юридических лиц на право поверки средств измерений;
- утверждение перечней средств измерений, подлежащих поверке;
- установление порядка лицензирования деятельности юридических и физических лиц по изготовлению, ремонту, продаже и прокату средств измерений;
- организация и координация деятельности государственных инспекторов по обеспечению единства измерений;
- организация деятельности и аккредитация метрологических служб юридических лиц на право проведения калибровочных работ;
- планирование и организация выполнения метрологических работ.

В состав ГМС входят семь государственных научных метрологических центров, Всероссийский научно-исследовательский институт метрологической службы (ВНИИМС) и около 100 центров стандартизации и метрологии. Наиболее крупные среди научных центров — НПО «ВНИИ метрологии имени Д. И. Менделеева» (ВНИИМ, Санкт-Петербург), НПО «ВНИИ физико-технических и радиотехнических измерений» (ВНИИФТРИ, Московская область), Сибирский государственный научно-исследовательский институт метрологии (СНИИМ, Новосибирск), Уральский научно-исследовательский институт метрологии (УНИИМ, Екатеринбург). Научные центры являются держателями государственных эталонов, а также проводят исследования по теории измерений, принципам и методам высокоточных измерений, разработке научно-методических основ совершенствования российской системы измерений.

## Государственный метрологический надзор за средствами измерений
Государственный метрологический надзор (ГМН) осуществляются только в сферах, установленных Законом. Поэтому разрабатываемые, производимые, поступающие по импорту и находящиеся в эксплуатации средства измерений делятся на две группы:
- предназначенные для применения и применяемые в сферах распространения ГМН. Эти средства измерений признаются годными для применения после их испытаний и утверждения типа и последующих первичной и периодической поверок;
- не предназначенные для применения и не применяемые в сферах распространения ГМН. За этими средствами измерений надзор со стороны государства (Росстандарта России) не проводится.

ГМН распространяются на:
- здравоохранение, ветеринарию, охрану окружающей среды, обеспечение безопасности труда; торговые операции и взаимные расчеты; обеспечение обороны государства;
- производство продукции, поставляемой по контрактам для государственных нужд в соответствии с законодательством Российской Федерации;
- испытания и контроль качества продукции в целях определения соответствия обязательным требованиям государственных стандартов Российской Федерации; * обязательную сертификацию продукции, услуг и тд.

ГМН в сфере обеспечения обороны страны предполагает проведение поверки средств измерений, применяемых при разработке, производстве и испытаниях оружия и военной тех-ники, а также средств измерений военного назначения при их выпуске из производства.
В соответствии с Законом Российской Федерации «О стандартизации», обязательными являются требования государственных стандартов по обеспечению безопасности продукции, работ и услуг для окружающей среды, жизни, здоровья и имущества граждан, для обеспечения технической и информационной совместимости, взаимозаменяемости продукции, единства методов их контроля и маркировки, а также иные требования, установленные законодательством Российской Федерации.
Для всех сфер измерений, предназначенных для серийного производства, целесообразно проводить испытания с целью утверждения типа. Надо также учесть, что предприятию-изготовителю практически неизвестно, где будут использоваться выпускаемые им средства измерений. Априори можно говорить о большой вероятности применения их в тех случаях, на которые распространяется государственный метрологический контроль. В связи с чем предприятиям-изготовителям целесообразно проводить первичную поверку, если они имеют надлежащие условия.
Утверждение типа — это первая составляющая государственного метрологического контроля. Утверждение типа средств измерений проводится в целях обеспечения единства измерений в стране и постановки на производство и выпуск в обращение средств измерений, соответствующих требованиям, установленным в нормативных документах.
Правила ПР 50.2.006-94 «ГСИ. Поверка средств измерений. Организация и порядок проведения» устанавливают, что фактически разделение всех средств измерений на две группы возможно только в процессе их использования в той или иной сфере, что определяет юридическое (физическое) лицо, применяющее конкретное средство измерения.
Структурная схема утверждения типа и поверки средств измерений как вида государственного метрологического контроля:
Изготовители средств измерений
Средства измерений
Испытания для утверждения типа
Гос.центр испытаний средств измерений
Утверждение типа
Госстандарт РФ
Средства измерений серийного производства Средства измерений единичных экземпляров
Первичная поверка Периодическая поверка
Органы ГМС Аккредитованные метрологические службы Органы ГМС Аккредитованные метрологические службы